# Arrondissement Avranches
Avranches is een arrondissement van het Franse departement Manche in de regio Normandië. De onderprefectuur is Avranches.

## Kantons
Het arrondissement was tot 2014 samengesteld uit de volgende kantons:
- Kanton Avranches
- Kanton Barenton
- Kanton Brécey
- Kanton Ducey
- Kanton Granville
- Kanton La Haye-Pesnel
- Kanton Isigny-le-Buat
- Kanton Juvigny-le-Tertre
- Kanton Mortain
- Kanton Pontorson
- Kanton Saint-Hilaire-du-Harcouët
- Kanton Saint-James
- Kanton Saint-Pois
- Kanton Sartilly
- Kanton Sourdeval
- Kanton Le Teilleul

Na de herindeling van de kantons bij decreet van 25 februari 2014, met uitwerking op 22 maart 2015 omvat het volgende kantons:
- Kanton Avranches
- Kanton Bréhal  (deel 13/27)
- Kanton Granville
- Kanton Isigny-le-Buat
- Kanton Le Mortainais
- Kanton Pontorson
- Kanton Saint-Hilaire-du-Harcouët
- Kanton Villedieu-les-Poêles-Rouffigny  (deel 7/27)